# Aleksander Mrozowicki (ok. 1674–1733)
Aleksander Mrozowicki herbu Prus III (ur. ok. 1674, zm. 1733) – podstoli bracławski, sędzia kapturowy ziemi halickiej.

## Życiorys
Urodził się około 1674 r. jako syn Marcina, cześnika buskiego i podstolego grabowieckiego oraz Heleny z Baworowskich herbu Prus II, pisał się z Mrozowic na Sarnkach w ziemi halickiej.
Od stosunkowo młodych lat udzielał się publicznie, wzmiankowany jest wielokrotnie w aktach metrykalnych parafii rzymskokatolickiej w Sokołówce (w II RP w powiecie bóbreckim). Od 1715 r. był podstolim bracławskim, 25 maja 1719 r., z tym tytułem, został wybrany na marszałka koła rycerskiego prześwietnej ziemi halickiej i powiatów trembowelskiego i kołomyjskiego sejmiku elekcyjnego w Haliczu.
17 sierpnia 1722 r. jako podstoli bracławski został wybrany na komisarza do ustalenia podatków, również 22 lutego następnego roku laudum sejmiku ziemskiego relacyjnego odbytego w Haliczu powołało jego razem z Antonim Świrskim herbu Szaława, skarbnikiem lwowskim, na komisarza do ustalenia podatków z ziemi halickiej i powiatu kołomyjskiego. 14 sierpnia 1724 r. został wydelegowany przez sejmik ziemski przedsejmowy halicki do przedstawienia instrukcji na sejmik wiszeński.
10 marca 1733 r. podczas konfederacji ziemian halickich został wybrany na sędziego kapturowego ziemi halickiej, następnie wziął udział w sejmiku ziemskim relacyjnym 7 lipca tego roku i zapewne wkrótce po tym zmarł.
Żonaty był z wdową po Adamie Antonim Kumanowskim herbu Ostoja, cześnikiem żydaczowskim, Joanną z Zabłockich herbu Białynia, która po śmierci Mrozowickiego wyszła ponownie za mąż za N Radzimińskiego herbu Lubicz. Jego pasierbica, córka żony z pierwszego małżeństwa, Jadwiga Kumanowska, wyszła za mąż za Franciszka Ksawerego Stadnickiego herbu Szreniawa bez Krzyża, podczaszego latyczowskiego oraz chorążego czerwonogrodzkiego i podolskiego.

## Wywód przodków
| 4. Jerzy Mrozowicki   |  |                      |  |  |                          |
|                       |  | 2. Marcin Mrozowicki |  |  |                          |
| 5. Jadwiga Oleśnicka  |  |                      |  |  |                          |
|                       |  |                      |  |  | 1. Aleksander Mrozowicki |
| 6. Mikołaj Baworowski |  |                      |  |  |                          |
|                       |  | 3. Helena Baworowska |  |  |                          |
| 7. Barbara Kopycińska |  |                      |  |  |                          |
|                       |  |                      |  |  |                          |